# 约翰·卡特·布朗图书馆
约翰·卡特·布朗图书馆（英语：The John Carter Brown Library）是一所位于美国罗德岛州普罗维登斯布朗大学校园内的一所独立运营的历史和人文图书馆。 约翰·卡特·布朗图书馆是世界上最好的有关于1820年前欧洲地理大发现时代考察、定居和新大陆的发展的珍本和地图的图书馆之一。

## 历史
约翰·卡特·布朗图书馆在19世纪中叶由约翰·卡特·布朗的私人的新大陆大发现的藏书发展而成。布朗家族后来选择在布朗大学校园内兴建专用的场所来放置这些藏品。